# Tanaostigmodes megalarus
Tanaostigmodes megalarus is een vliesvleugelig insect uit de familie Tanaostigmatidae. De wetenschappelijke naam is voor het eerst geldig gepubliceerd in 1838 door Walker.